# Спілка письменників Казахстану
Спілка письменників Казахстану — громадська творча організація, що об'єднує понад 750 професійних літераторів Казахстану. Включає до свого складу творчі секції з казахської, російської, уйгурської (від 1932), німецької та корейської (від 1977) літератури. Має 5 міжобласних відділень: у Караганді, Семипалатинську, Уральську, Астані й Шимкенті.

## Історія
1923 року поет Магжан Жумабаєв був відряджений з Туркестанської Республіки до Москви у Вищий літературно-художній інститут Валерія Брюсова, де познайомився з діяльністю об'єднань письменників, зокрема, Спілки поетів. Там він задумав створити літературне об'єднання казахських письменників, яке він назвав «Алқа́» («Колегія») й написав програму організації. Програму він надіслав для ознайомлення літераторам, які проживали в різних містах. «Алка» схвалювалась у листуванні, втім не була прийнята, оскільки не було зборів. «Алка» організаційно залишилась неоформленою. Такий намір створення літературного об'єднання було визнано проявом націоналізму, спробою алашординців реанімуватись і зашкодити радянському устрою. Незалежне літературне об'єднання було заборонено НКВС.
1925 року було створено офіційну Асоціацію пролетарських письменників Казахстану. Засновником Спілки став Сакен Сейфуллін. У 1928—1930 роках переслідувань і репресій зазнали майже всі літератори старої формації, тобто, всі потенційні члени «Алка», такі як Ахмет Байтурсинов, Міржакіп Дулатов, Жусіпбек Аймауитов, Магжан Жумабаєв, Мухтар Ауезов, Кошке Кеменгеров та інші.
12 червня 1934 року, за три місяці до відкриття першого з'їзду письменників СРСР, відбувся перший з'їзд письменників автономної Казахської Республіки, що на той момент входила до складу РРФСР. Першим головою Спілки був обраний Ільяс Джансугуров. Другий з'їзд відбувся 1939 року, а третій з'їзд пройшов за п'ятнадцять років після того (1954).
Репресії щодо казахських письменників відновились 1986 року. За часів перебудови за ініціативою Спілки письменників народились народні рухи Невада — Семипалатинськ (лідер — Олжас Сулейменов) за заборону ядерних випробувань на Семипалатинському полігоні та Рух за порятунок Аралу, що пересихає (лідер — Мухтар Шаханов). Втім, то були останні вагомі політичні сплески від членів Спілки письменників Казахстану.

## Друковані органи
Спілка письменників Казахстану має такі друковані органи:
- газета «Қазақ әдебиеті»
- журнали «Жұлдыз» і
- «Простор»

## Голови Спілки
- Сакен Сейфуллін — засновник
- 1934—1935: Ільяс Джансугуров
- 1935—1936: Габбас Тогжанов
- 1936—1937, 1943—1951: Сабіт Муканов
- 1937—1938: Мухамеджан Каратаєв
- 1938—1939: Діхан Абілєв
- 1939—1940: Тохтарбек Дурумбетов
- 1940—1943: Абдільда Тажибаєв
- 1951—1953: Абдірахім Жаймурзін
- 1953—1956, 1962—1964: Габіден Мустафін
- 1956—1962, 1964—1966: Габіт Мусрепов
- 1966—1971: Аді Шаріпов
- 1971—1979: Ануар Алімжанов
- 1979—1983: Жубан Молдагалієв
- 1983—1991: Олжас Сулейменов
- 1991—1996: Калдарбек Найманбаєв
- 1996—2018: Нурлан Оразалін
- від 2018: Уликбек Єсдаулет